# Enkulturace
Enkulturace je část socializačního procesu, během něhož se například původně neutrální a nekulturní novorozenec stane integrální součástí společnosti, jejíž kulturu přejímá. Jedná se o neukončený celoživotní proces. Pojem zavedl M. J. Herskovits, který do pojmu enkulturace zahrnoval všechny projevy naučeného chování a získávání znalostí a dovedností. 
Enkulturace, tedy zkráceně proces včlenění jedince do kultury, neznamená přímo socializaci (začlenění jedince do systému společenských vztahů, ovládnutí základních pravidel "hry sociálních rolí"); enkulturace tedy stojí nad socializací. Probíhá v různých sociálních skupinách a za účasti různých sociálních institucí; může probíhat vědomě a cíleně skrze výchovu a vzdělávání či nevědomě skrze nápodobu.. V dětství jsou nejdůležitější primární skupiny (rodina), v pozdějším věku nabývají na významu skupiny sekundární.
Enkulturace:
- vrůstání jedince do kultury dané společnosti
- interiorizace významů/hodnot, které v dané společnosti tvoří její kulturu
- podstata procesu přeměny jedince z biotické bytosti v bytost společenskou a kulturní